# Randurejo
Randurejo is een bestuurslaag in het regentschap Grobogan van de provincie Midden-Java, Indonesië. Randurejo telt 5803 inwoners (volkstelling 2010).